# Wonderman (canción)
«Wonderman» —en español: «Hombre Maravilla»— es el tercer sencillo para su noveno álbum Dark Matters de la banda de rock alternativo finlandesa The Rasmus y la tercera pista en el álbum. Fue publicado el 22 de septiembre de 2017 y el 26 del mismo mes se estrenó el video oficial grabado en Finlandia y dirigido por Jesse Haaja. La canción forma parte de la banda sonora de la película finlandesa "Rendel".

## Lista de canciones
Descarga digital

| N.º | Título      | Duración |  |
| 1.  | «Wonderman» | 3:23     |  |

## Créditos
The Rasmus
- Lauri Ylönen: Vocales
- Pauli Rantasalmi: Guitarra
- Eero Heinonen: Bajo
- Aki Hakala: Batería